# Ole Qvist
Ole Qvist est un footballeur danois né le 25 février 1950 à Copenhague. Il évoluait au poste de gardien de but.

## Biographie

### En sélection
Ole Qvist a participé à la Coupe du monde 1986 avec le Danemark.
Il est sélectionné à 39 reprises avec l'équipe du Danemark entre 1979 et 1986.

## Carrière
- ?-1987 : Copenhague BK  Danemark